# Larsen Jensen
Larsen Alan Jensen, né le 1er septembre 1985 à Bakersfield, est un ancien nageur américain spécialiste des épreuves de fond et de demi-fond en nage libre (400, 800 et 1 500 m). Double médaillé olympique en 2004 et 2008 et multiple médaillé mondial, il détient plusieurs records nationaux et continentaux.

## Biographie

### Carrière sportive
En 2002, Larsen Jensen n'a pas encore 17 ans quand il glane de premières récompenses lors des Championnats des États-Unis. Ainsi, après des championnats de printemps marqués par une quatrième place en finale du 1 500 m et une cinquième sur 800 m, ainsi que par le titre de meilleur rookie, il se distingue lors de l'édition estivale organisée à Fort Lauderdale. Quatrième du 400 m, il termine le 1 500 m à la deuxième place juste derrière Erik Vendt, médaillé olympique et mondial (15 min 4 s 83 contre 15 min 3 s 49). Ces résultats permettent au jeune nageur d'être sélectionné en équipe nationale pour participer aux Championnats pan-pacifiques 2002 à Yokohama au Japon d'où il ramène deux médailles. La première est en argent en terminant deuxième du 800 m derrière l'Australien Grant Hackett ; la deuxième, en bronze, est obtenue sur le 1 500 m, une course remportée par Hackett devant Vendt. Après cette première année au haut niveau, il intègre d'ores et déjà le haut de la hiérarchie mondiale en pointant au deuxième rang du 800 m et au cinquième du 1 500 m nage libre dans les bilans planétaires. Par ailleurs, il bat un premier record national lors des Championnats pan-pacifiques en nageant le 800 en 7 min 52 s 05, effaçant des tablettes le record établi par Sean Killion en 1987.
Dès l'année suivante, au printemps, il s'impose comme le nouveau leader du demi-fond américain en remportant le titre national du 800 m et en finissant deuxième du 400 m. Quelques jours après ces championnats nationaux, il manque de descendre pour la première fois sous les 15 minutes au 1 500 m lors du Duel in the Pool en s'intercalant entre les Australiens Grant Hackett et Craig Stevens. Viennent ensuite les Championnats du monde 2003 organisés à Barcelone où il remporte la médaille d'argent derrière Hackett, recordman du monde de l'épreuve, tout en améliorant son record personnel en 7 minutes et 48,9 secondes. Plus tard dans l'année, il réalise le doublé 800-1 500 m aux championnats d'été confirmant son nouveau statut. Derrière Grant Hackett, intouchable, Larsen Jensen termine l'année 2003 aux seconds rangs mondiaux des 800 et 1 500 m.
Pour se qualifier pour les Jeux olympiques d'été de 2004, les nageurs américains doivent s'illustrer lors des Trials. Jensen y obtient sa qualification dans deux épreuves individuelles : le 1 500, qu'il remporte à Long Beach, et le 400 m qu'il termine à la deuxième place derrière Klete Keller. Plus encore, en 14 min 56 s 71, il descend pour la première fois sous les 15 minutes au 1 500 m et réalise le meilleur temps américain de l'histoire.
Aux Jeux, il termine d'abord au pied du podium du 400 m nage libre dominé par la star australienne Ian Thorpe devant son compatriote Grant Hackett. Malgré un meilleur temps personnel, Jensen termine lui à presque deux secondes de la médaille de bronze de son compatriote Keller. Il est mieux récompensé lors du 1 500 m qu'il termine derrière Hackett, enlevant ainsi la médaille d'argent. Pour ce faire, il améliore son propre record national en 14 minutes et 45,29 secondes.
De nouveau sacré champion des États-Unis, il se qualifie pour les Championnats du monde 2005 disputés à Montréal. Mais la énième confrontation avec Grant Hackett tourne une nouvelle fois à l'avantage de l'Australien qui réalise le doublé 800-1 500 m. Derrière lui, Jensen remporte deux fois l'argent en améliorant son record national du 800 m (7 min 45 s 63). L'année suivante, pour la première fois depuis 2003, il ne gagne aucun titre national en étant dominé lors du 1 500 m des championnats d'été par Erik Vendt. Par ailleurs, il ne remporte qu'une médaille en relais lors des Mondiaux en petit bassin. En 2007, à Melbourne, il termine au pied du podium du 1 500 m des Championnats du monde derrière le Polonais Mateusz Sawrymowicz, le Russe Yuri Prilukov et le Britannique David Davies.
En 2008, il participe pour la seconde fois aux Jeux olympiques en se qualifiant lors des Trials pour le 400 m et le 1 500 m. Battu sur cette dernière m par Peter Vanderkaay, il s'illustre sur 400 m en battant le record national de ce même Vanderkaay en 3 minutes et 43,53 secondes. Aux Jeux, Jensen confirme ses nouvelles dispositions pour le 400 m en remportant la médaille de bronze derrière le Sud-Coréen Park Tae-hwan et le Chinois Zhang Lin. Sur 1 500 m, il se contente de la cinquième place à près de six secondes du podium tandis que le Canadien Ryan Cochrane lui prend le record d'Amérique de l'épreuve qu'il détenait depuis quatre ans.

### Vie privée
Titulaire d'un diplôme en sciences politiques de l'Université de la Californie méridionale en 2007, il arrête la natation en 2008 afin d'entamer une carrière au sein de l'US Navy. Il est en effet retenu dans un programme d'entraînement et de formation pour intégrer l'unité d'élite SEAL.

## Palmarès

### Jeux olympiques
- Jeux olympiques de 2004 à Athènes (Grèce) :
  -  Médaille d'argent du 1 500 m nage libre.

- Jeux olympiques de 2008 à Pékin (Chine) :
  -  Médaille de bronze du 400 m nage libre.

### Championnats du monde
| - Championnats du monde 2003 à Barcelone (Espagne) : - Médaille d'argent du 800 m nage libre. - Championnats du monde 2005 à Montréal (Canada) : - Médaille d'argent du 800 m nage libre. - Médaille d'argent du 1 500 m nage libre. | - Championnats du monde en petit bassin 2006 à Shanghai (Chine) : - Médaille de bronze au titre du relais 4 × 200 m nage libre. |

### Championnats pan-pacifiques
- Championnats pan-pacifiques 2002 à Yokohama (Japon) :
  -  Médaille d'argent du 800 m nage libre.
  -  Médaille de bronze du 1 500 m nage libre.

## Records

### Records personnels
Ces tableaux détaillent les records personnels de Larsen Jensen en grand et petit bassin au 12/04/2009. L'indication RA signifie que le record personnel de l'Américain constitue l'actuel record du continent américain de la discipline.
| Épreuve            | Temps            | Compétition                   | Lieu             | Date       |
| 400 m nage libre   | 3 min 42 s 78 RA | Jeux olympiques d'été de 2008 | Pékin, Chine     | 10/08/2008 |
| 800 m nage libre   | 7 min 45 s 63 RA | Championnats du monde 2005    | Montréal, Canada | 27/07/2005 |
| 1 500 m nage libre | 14 min 45 s 29   | Jeux olympiques d'été de 2004 | Athènes, Grèce   | 21/08/2004 |